# Antarchaea bilinealis
Antarchaea bilinealis là một loài bướm đêm trong họ Noctuidae.